# Ambasada Rosji w Polsce

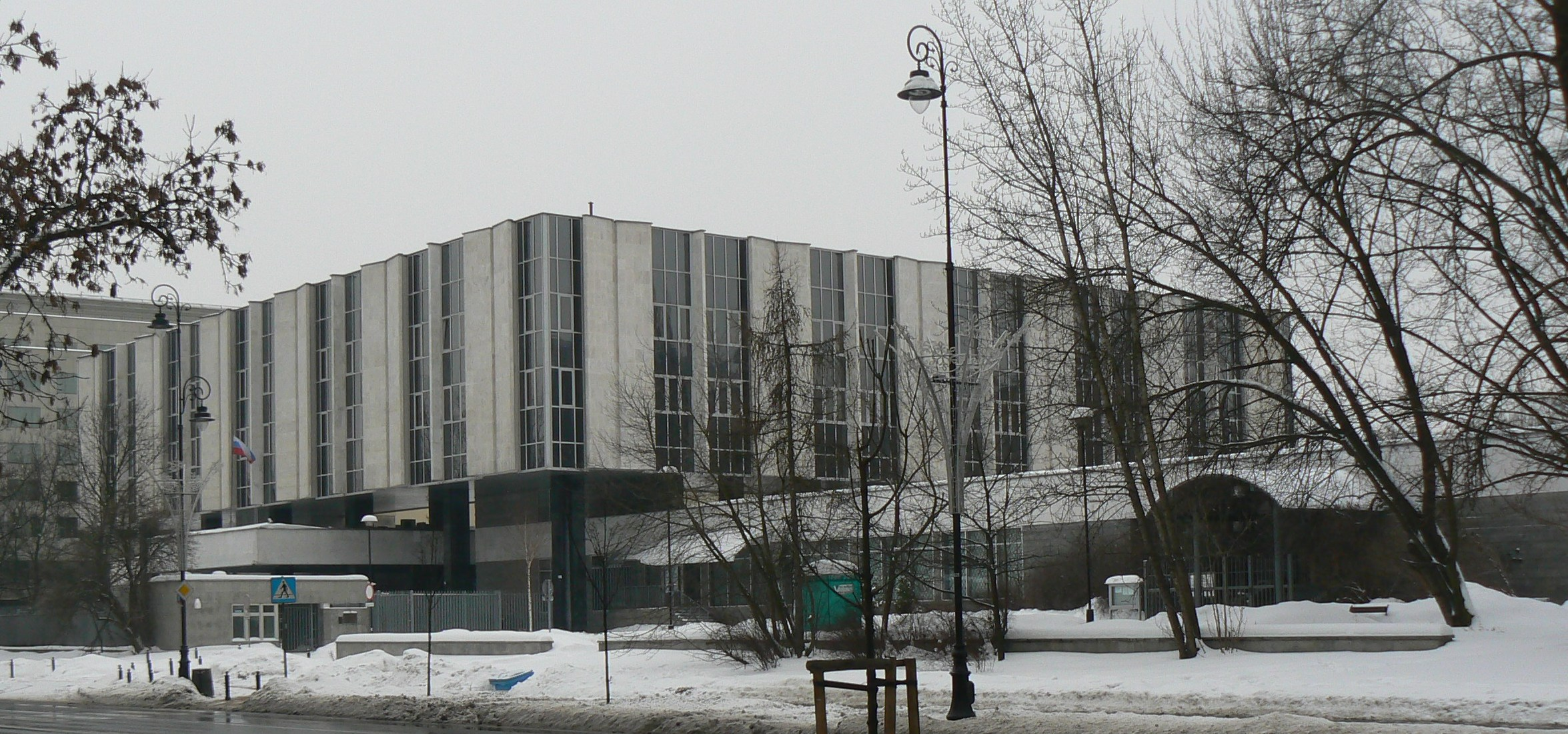
Przedstawicielstwo Handlowe Rosji i Wydział Konsularny przy ul. Belwederskiej 25 (1976-)

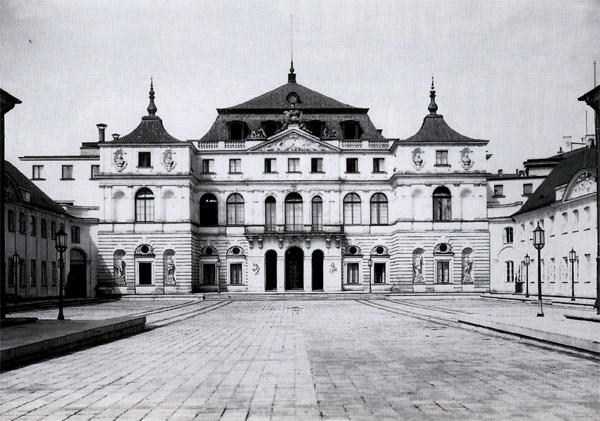
Była siedziba Poselstwa Rosji w Pałacu Bruhla (1788–1793)

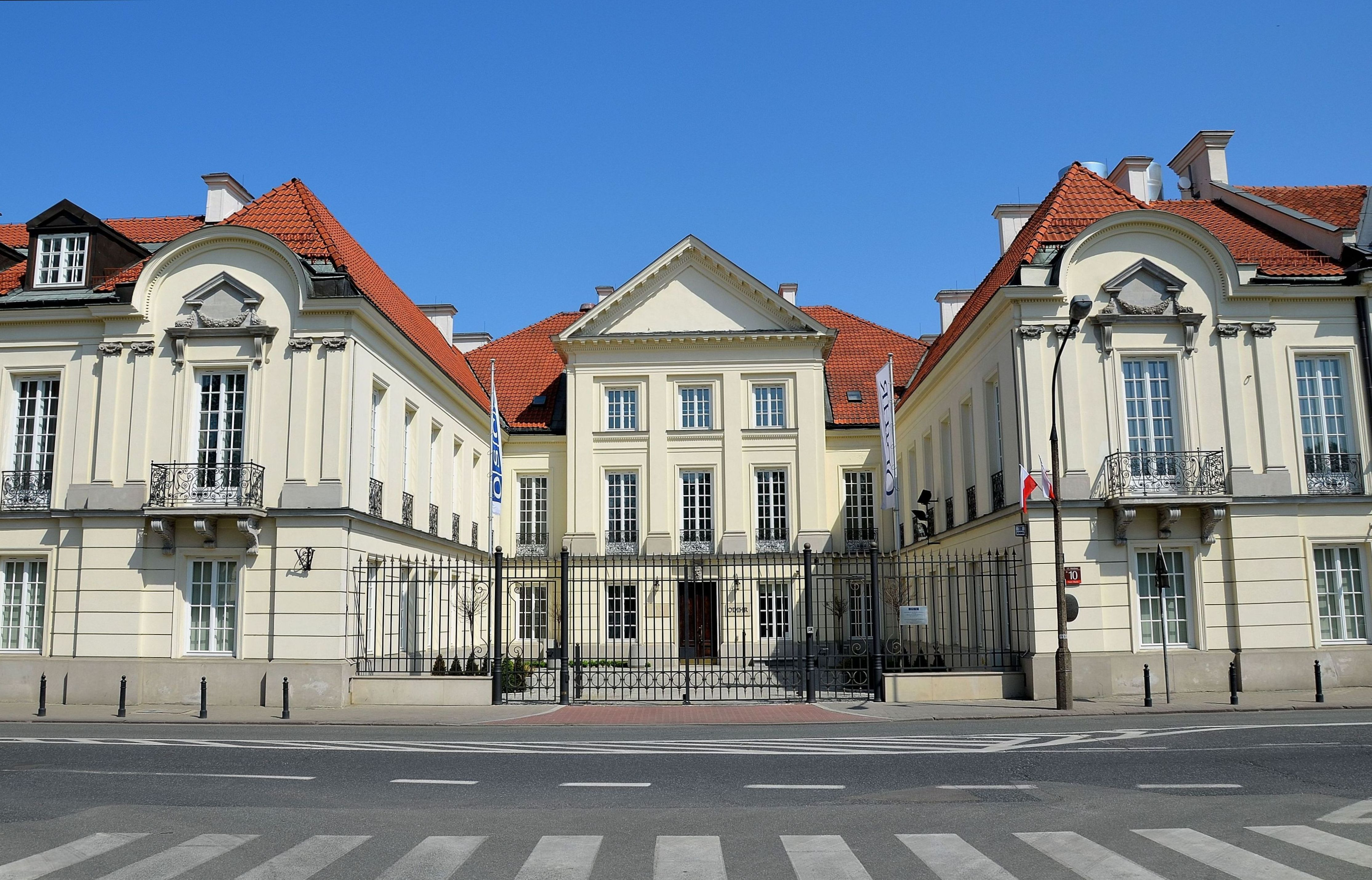
Była siedziba Poselstwa Rosji w Pałacu Młodziejowskich (1793–1794)

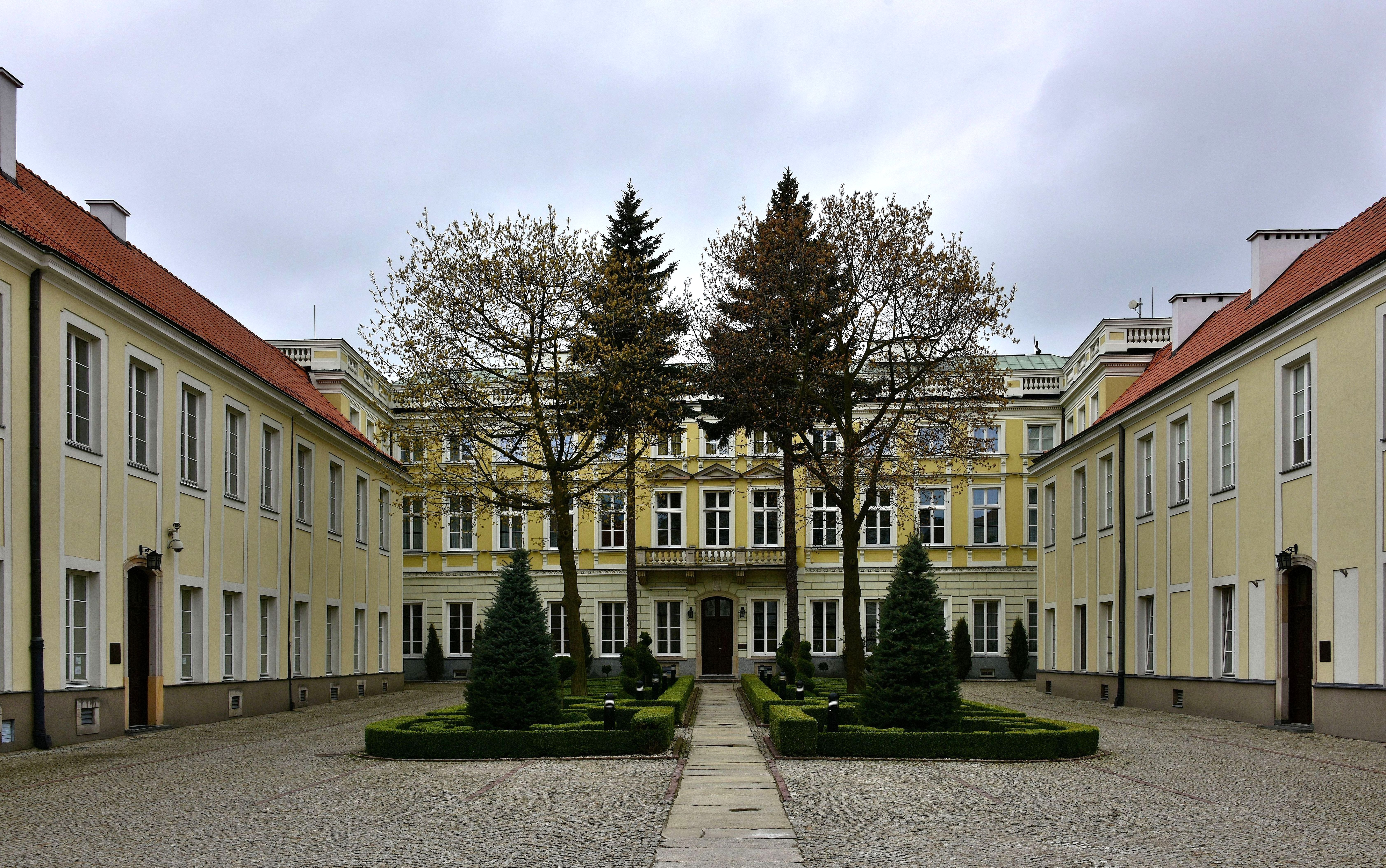
Była siedziba Poselstwa Rosji w pałacu Borchów przy ul. Miodowej 17/19 (1830–1837)

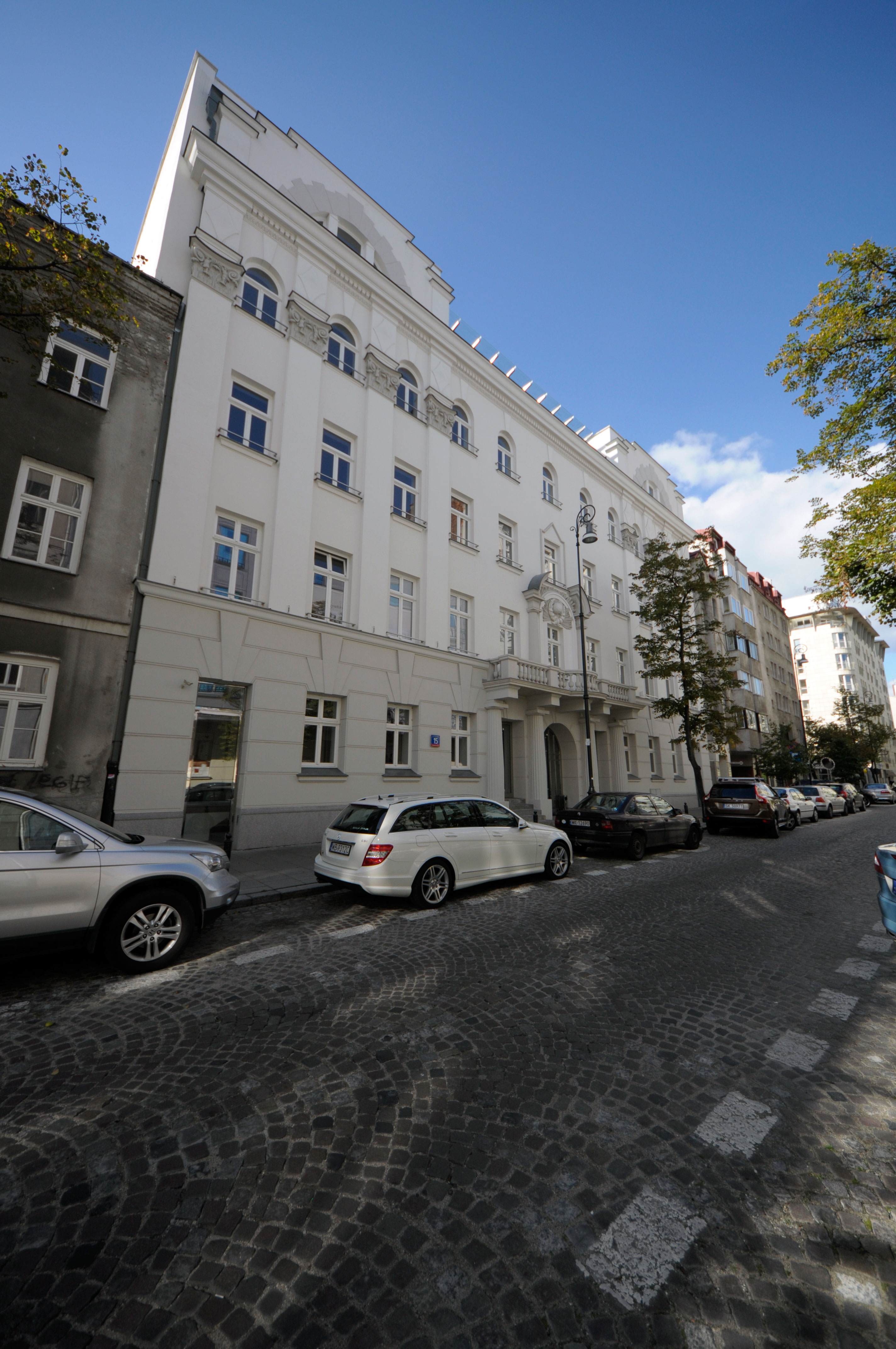
Kamienica Glassów przy ul. Poznańskiej 15, siedziba Poselstwa i Ambasady ZSRR 1924–1939. Nad wejściem widoczny częściowo zachowany herb ZSRR

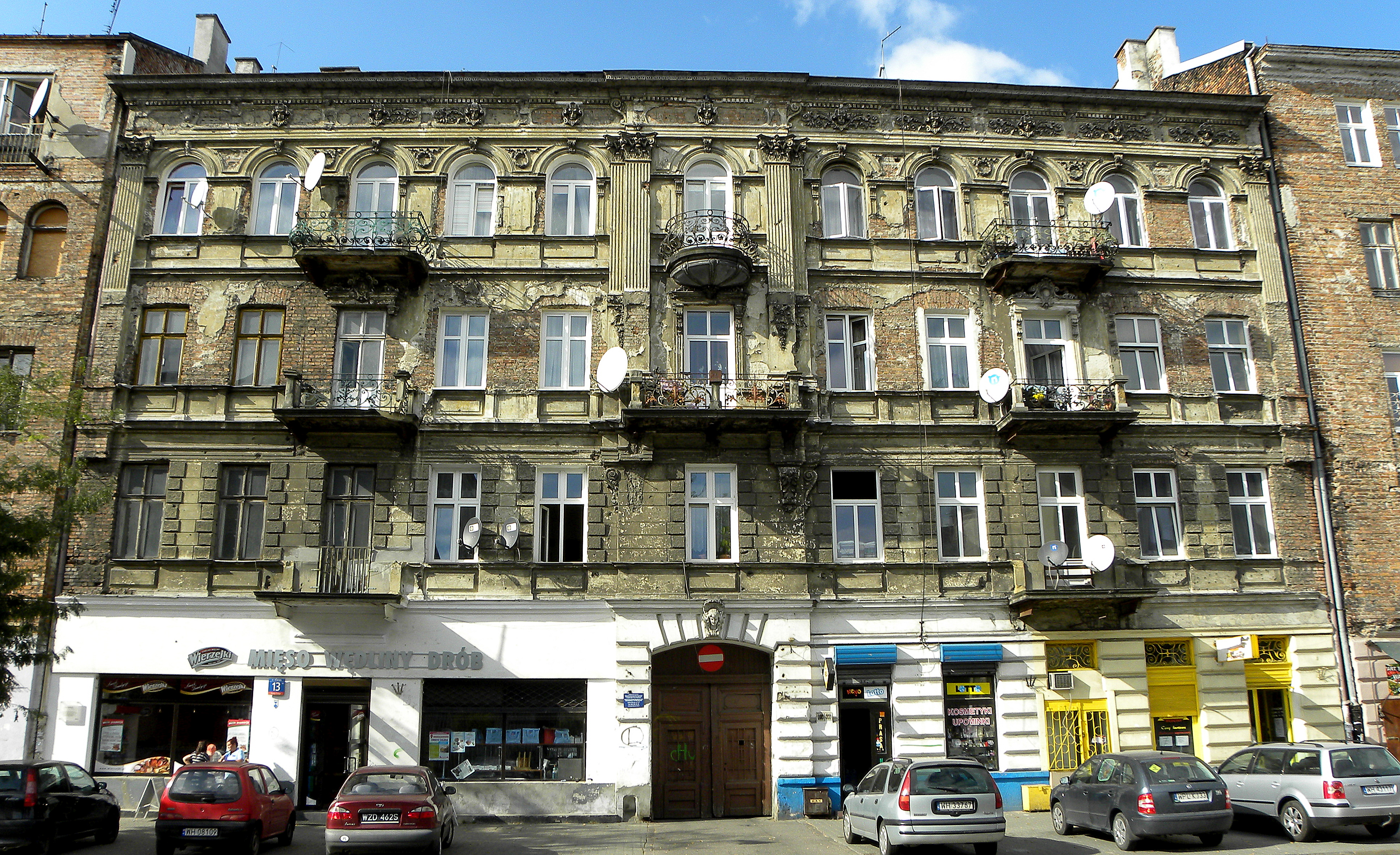
Była siedziba Ambasady ZSRR przy ul. Wileńskiej 13 (1945–1946)

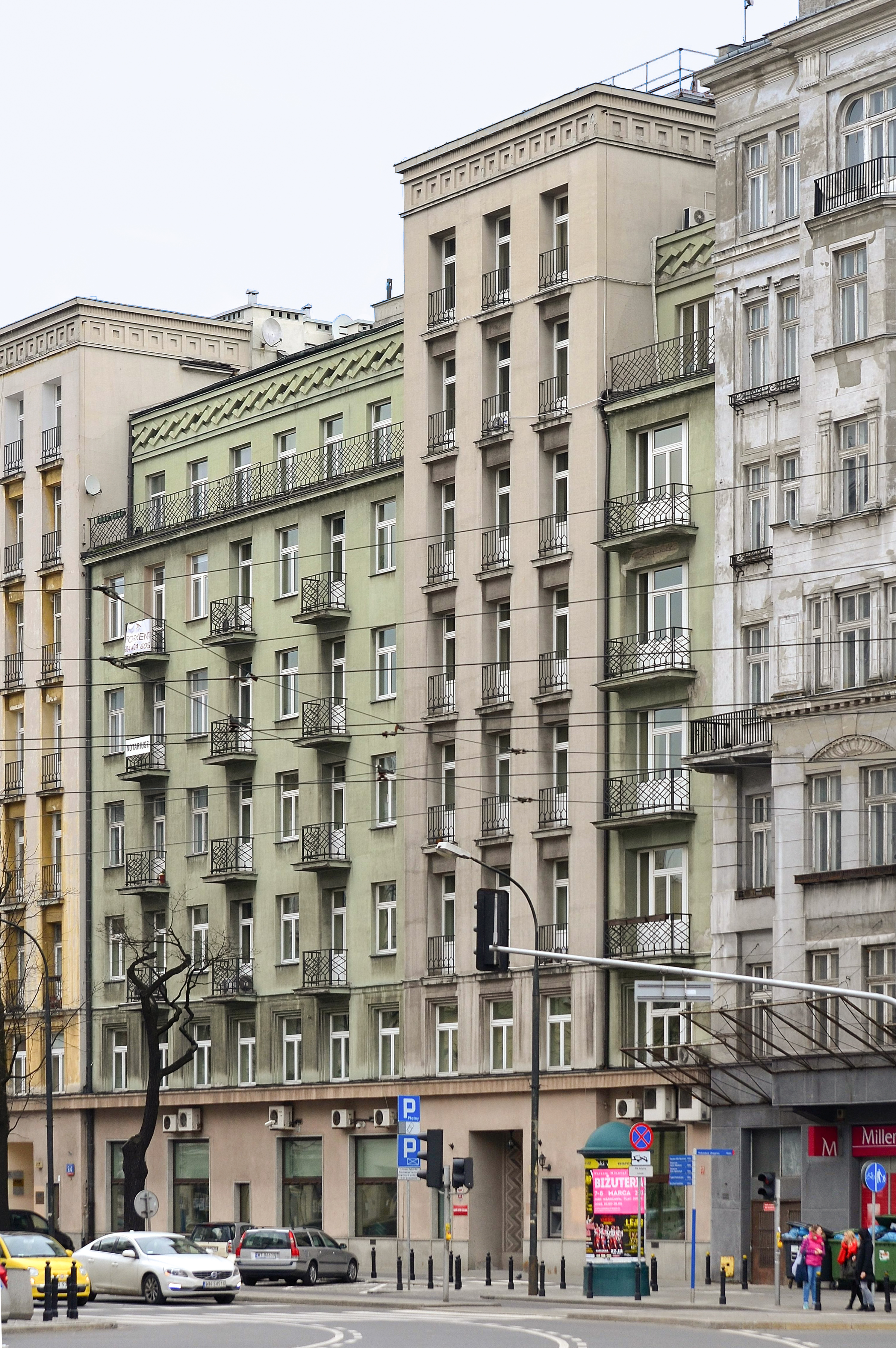
Była siedziba Ambasady ZSRR w al. I Armii WP 2-4, obecnie al. Szucha (1946–1955)

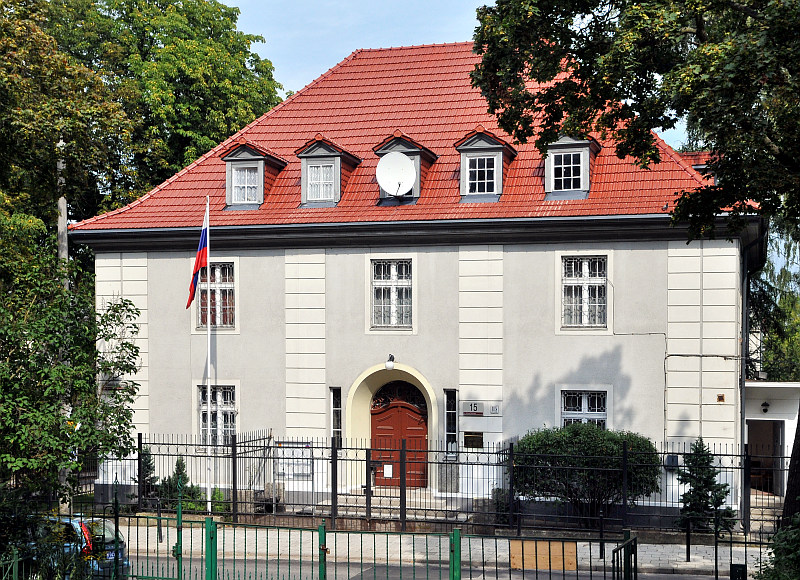
Siedziba Konsulatu Generalnego Rosji w Gdańsku przy ul. Batorego (1945-)

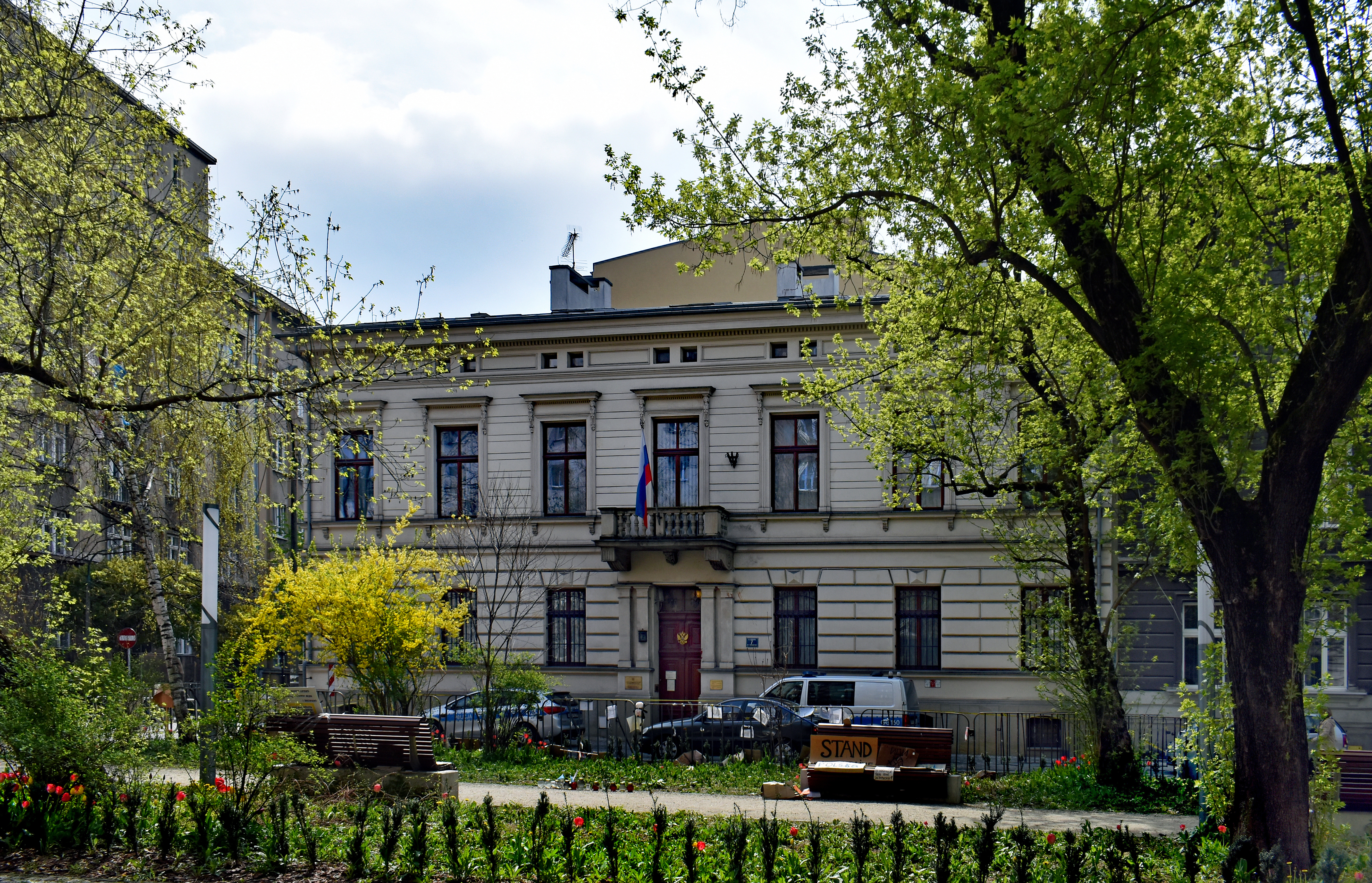
Siedziba Konsulatu Generalnego Rosji w Krakowie przy ul. Biskupiej

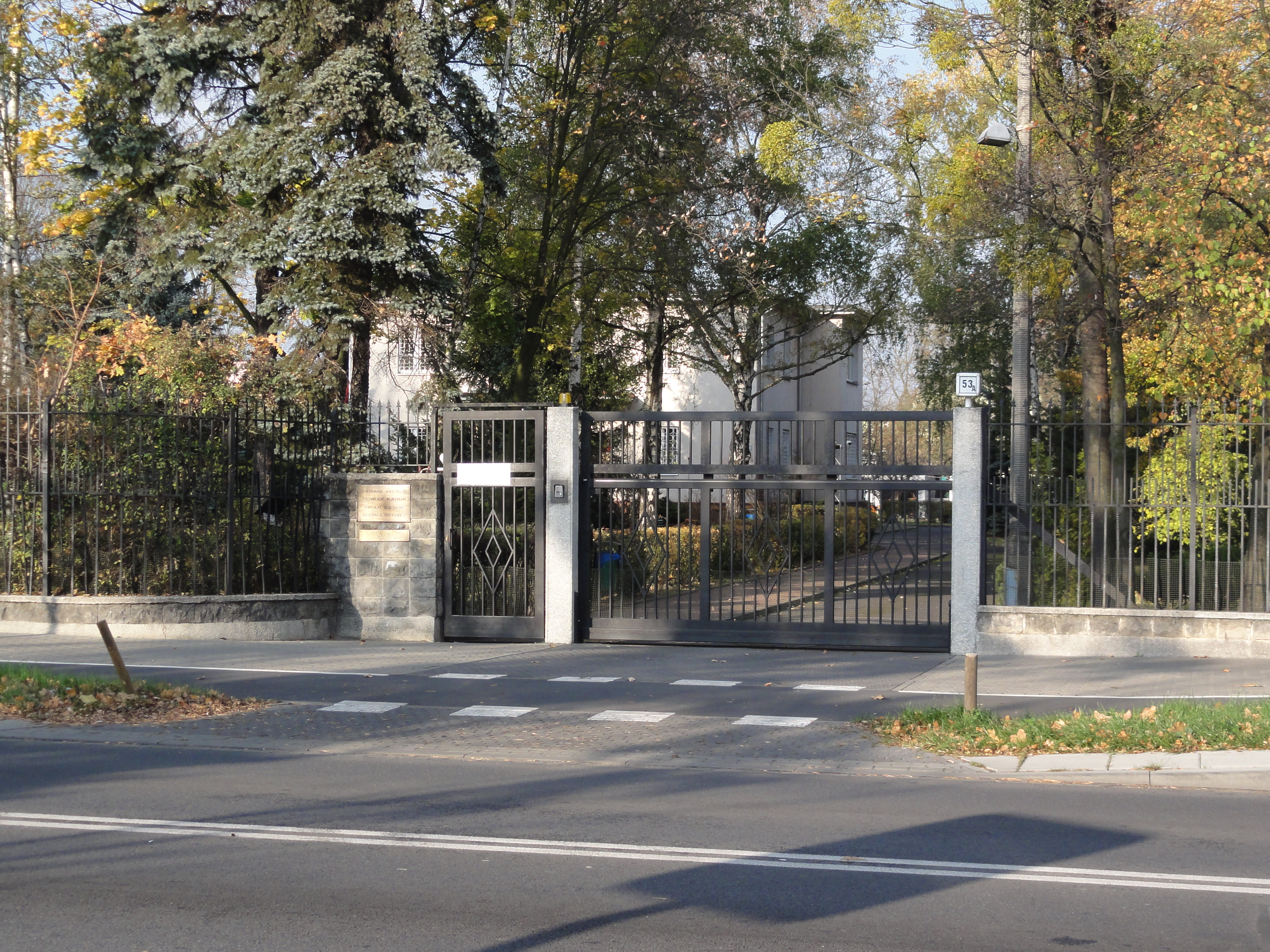
Siedziba Konsulatu Generalnego Rosji w Poznaniu przy ul. Bukowskiej (2015)

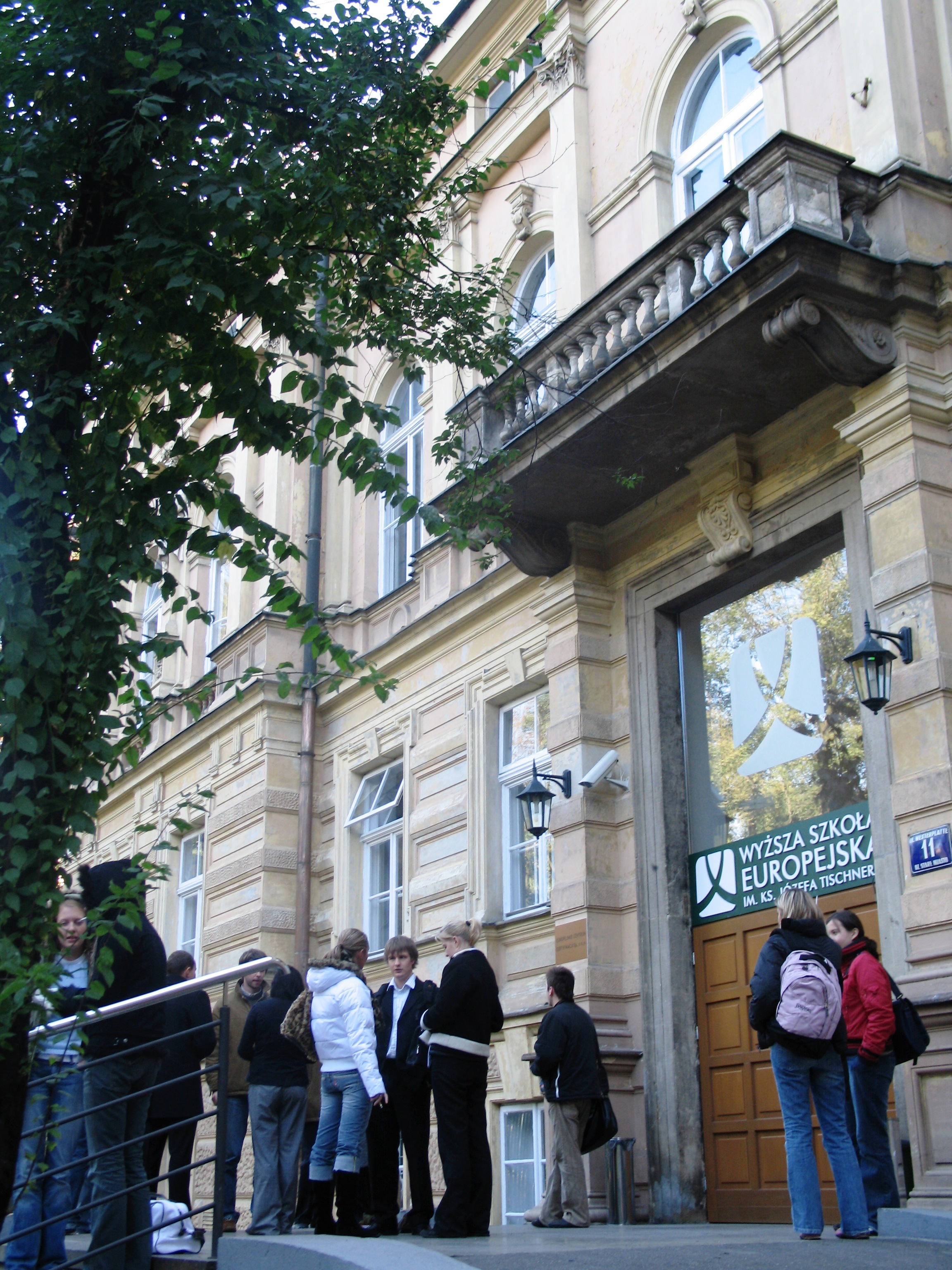
Była siedziba Konsulatu Generalnego Rosji w Krakowie przy ul. Westerplatte, obecnie Wyższej Szkoły Europejskiej (2005-)

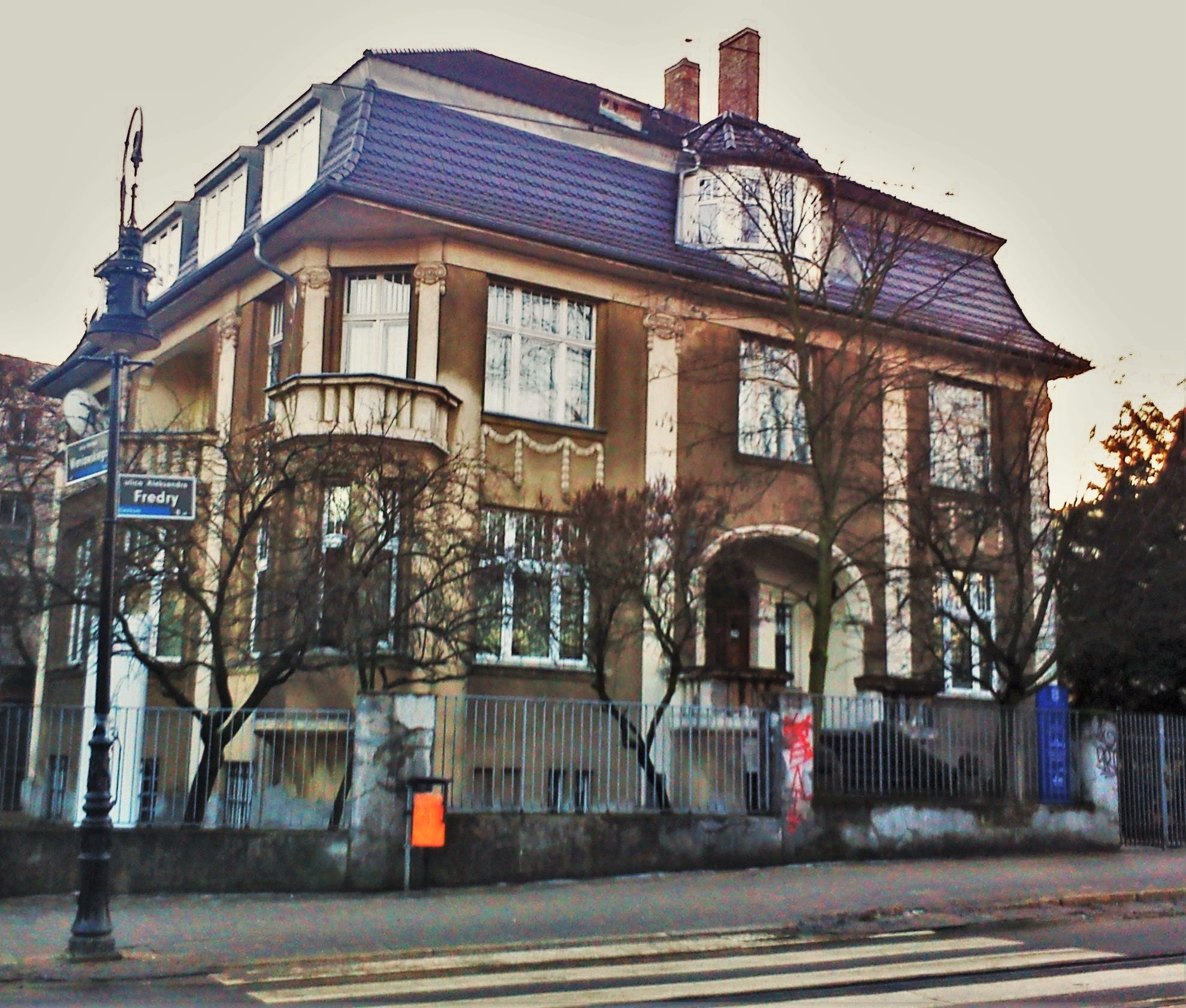
Była siedziba Konsulatu Generalnego ZSRR w willi Landsberga w Poznaniu przy ul. Fredry 8 (1948–1951)

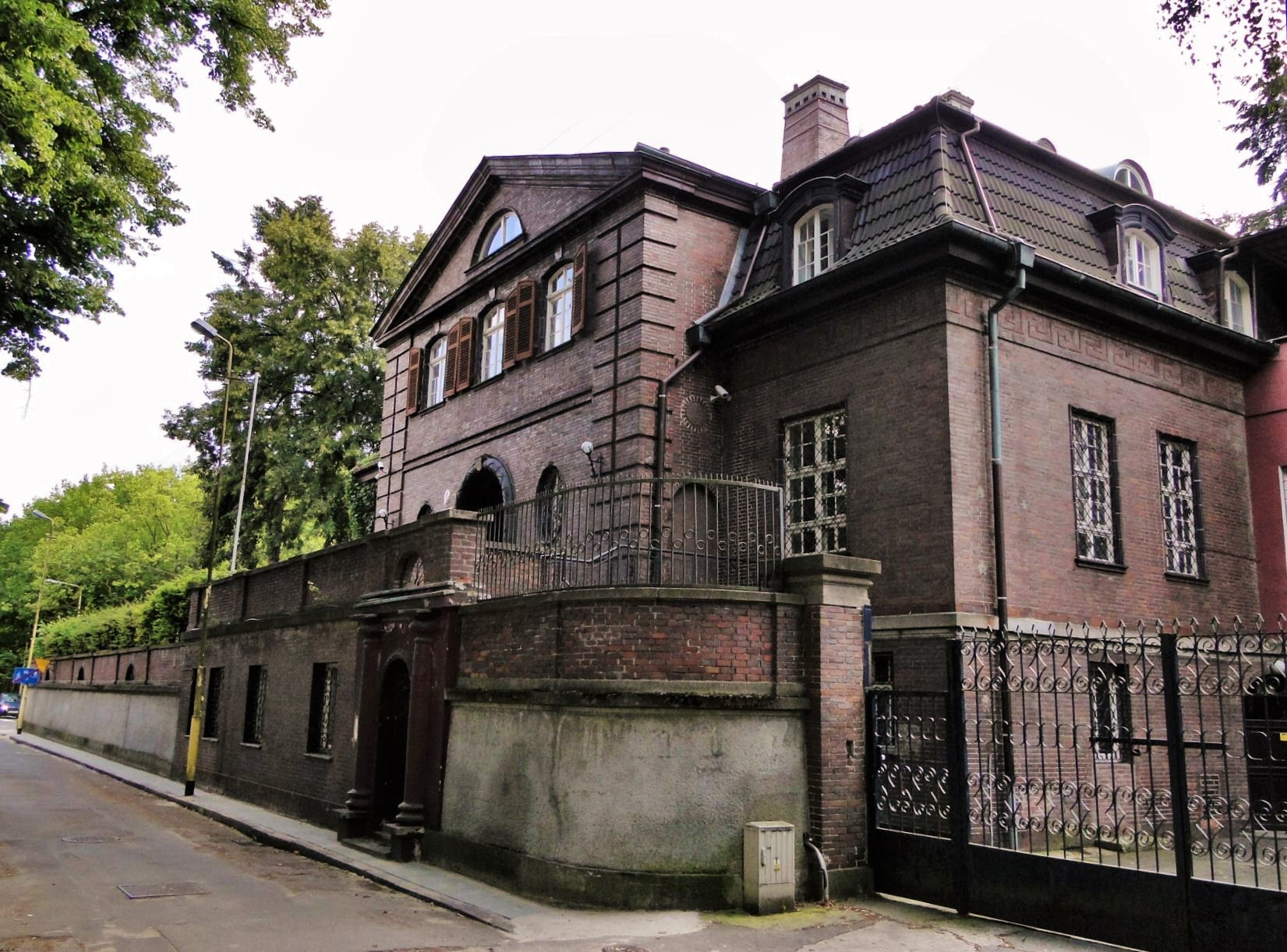
Była siedziba Konsulatu Generalnego ZSRR w Szczecinie przy ul. Piotra Skargi (do 1991)

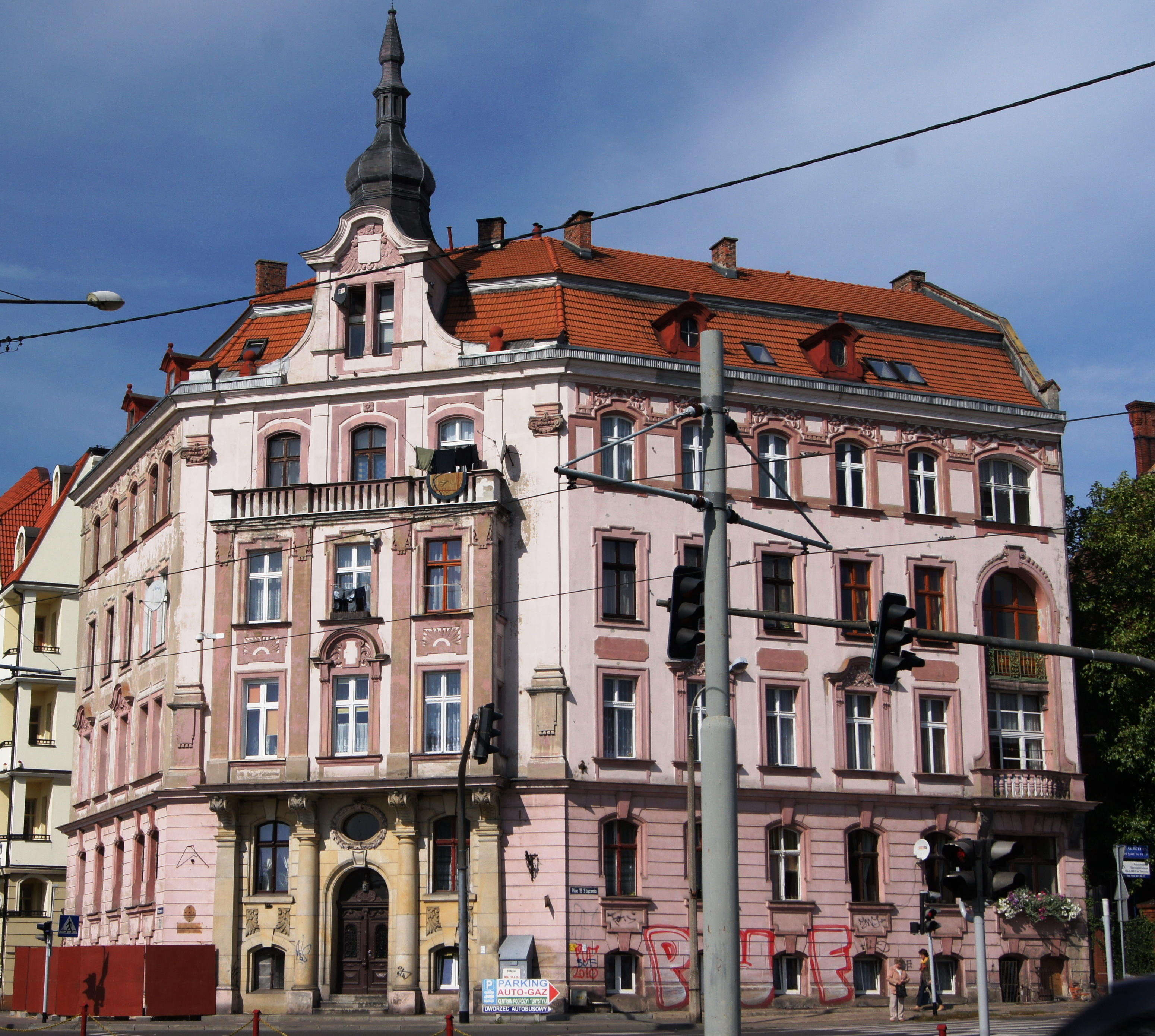
Była siedziba konsulatu Rosji w Toruniu przy ul. Warszawskiej 2 (1874–1914)

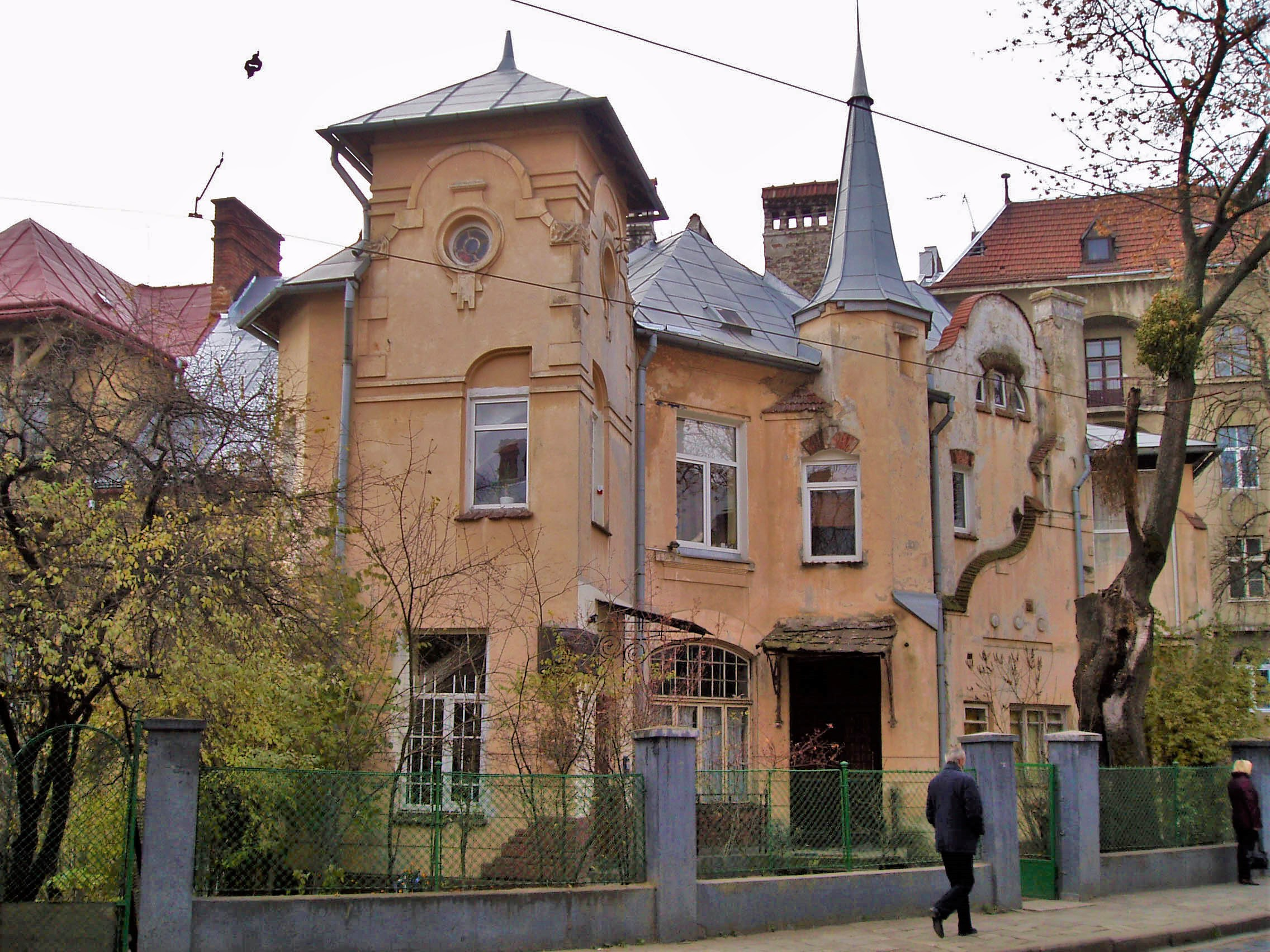
Budynek byłego Konsulatu ZSRR we Lwowie przy ówczesnej ul. Nabielaka (1926–1939)

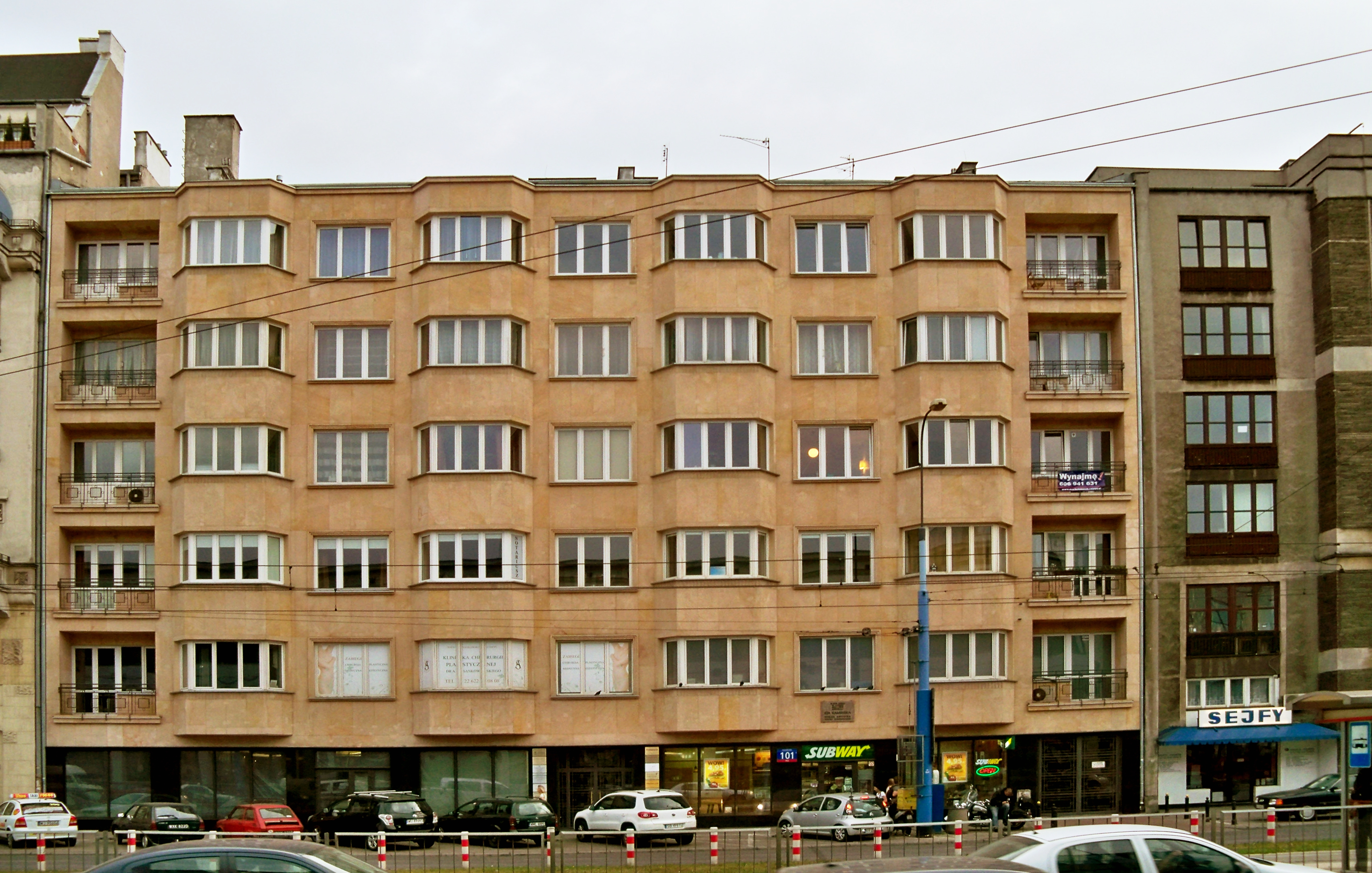
Budynek w Al. Jerozolimskich 101, w którym mieściło się przedstawicielstwo Izby Handlowo-Przemysłowej ZSRR (-1990)

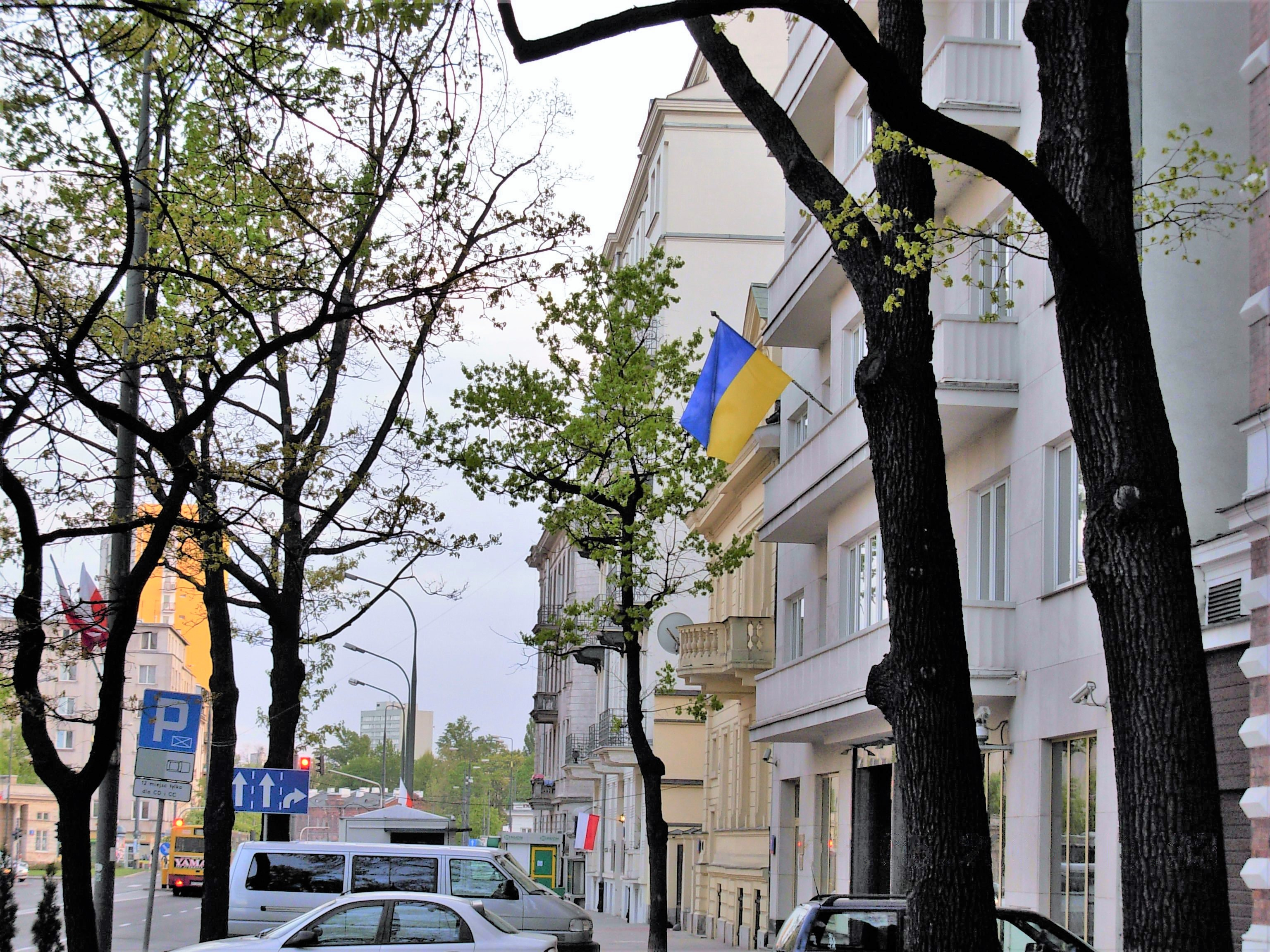
Budynek. b. Przedstawicielstwa Handlowego ZSRR w al. I Armii WP 7, obecnie al. Szucha (1946–1976), w 1996 przekazany Ambasadzie Ukrainy

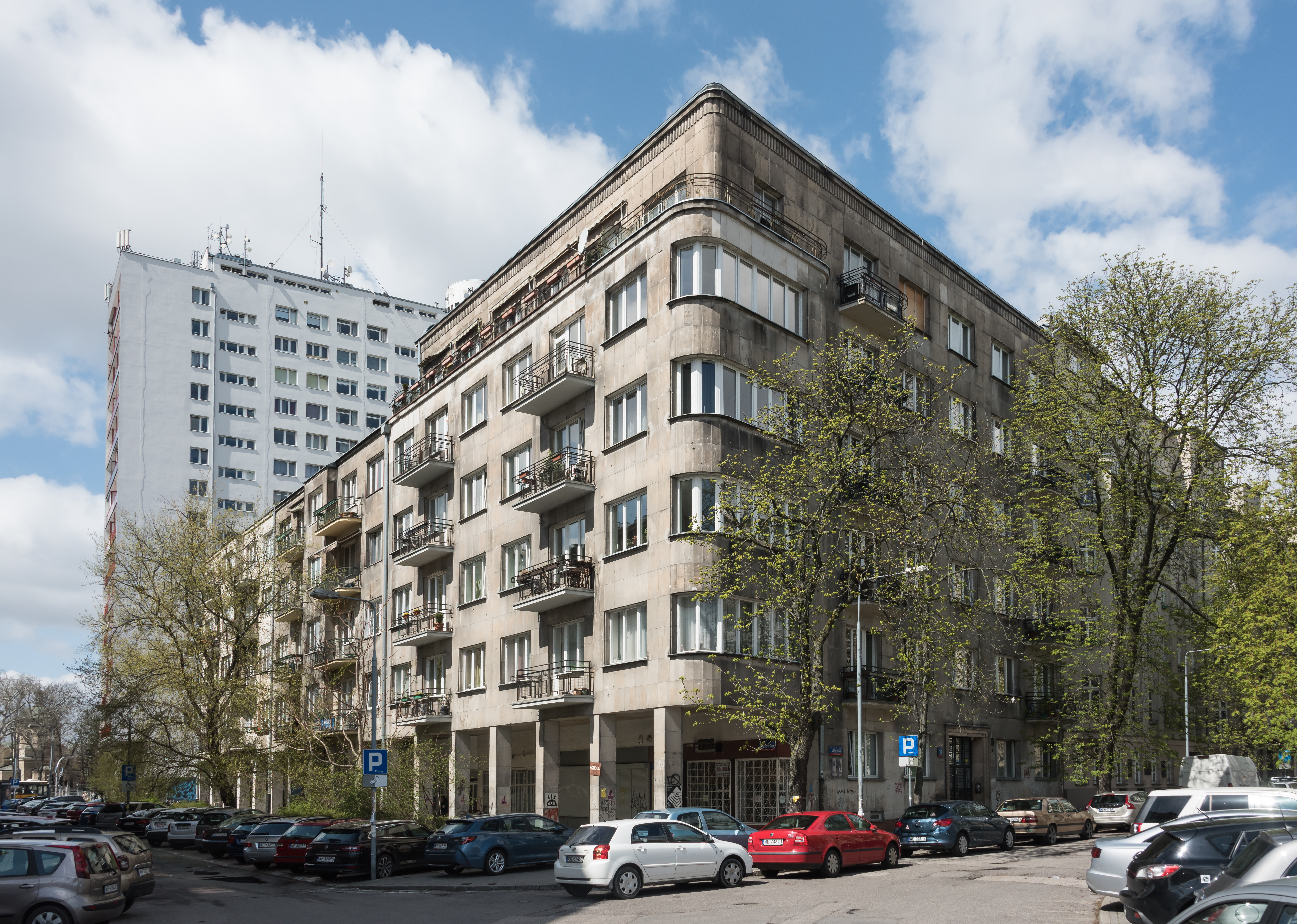
Budynek byłego Przedstawicielstwa Handlowego ZSRR przy ul. Chocimskiej 33 (1938)

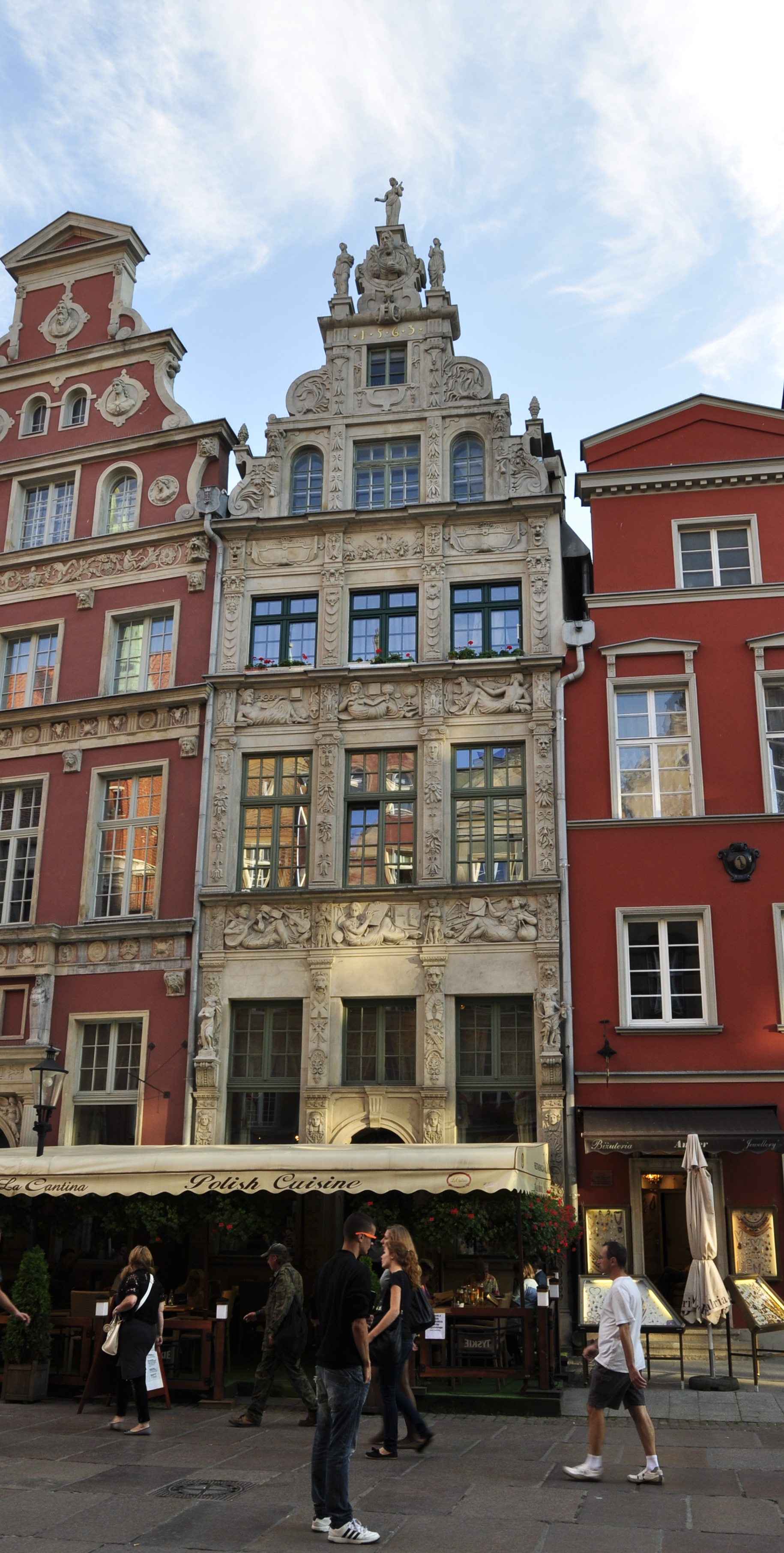
Była siedziba Przedstawicielstwa Handlowego ZSRR w Gdańsku przy ul. Długiej 37 (1929)

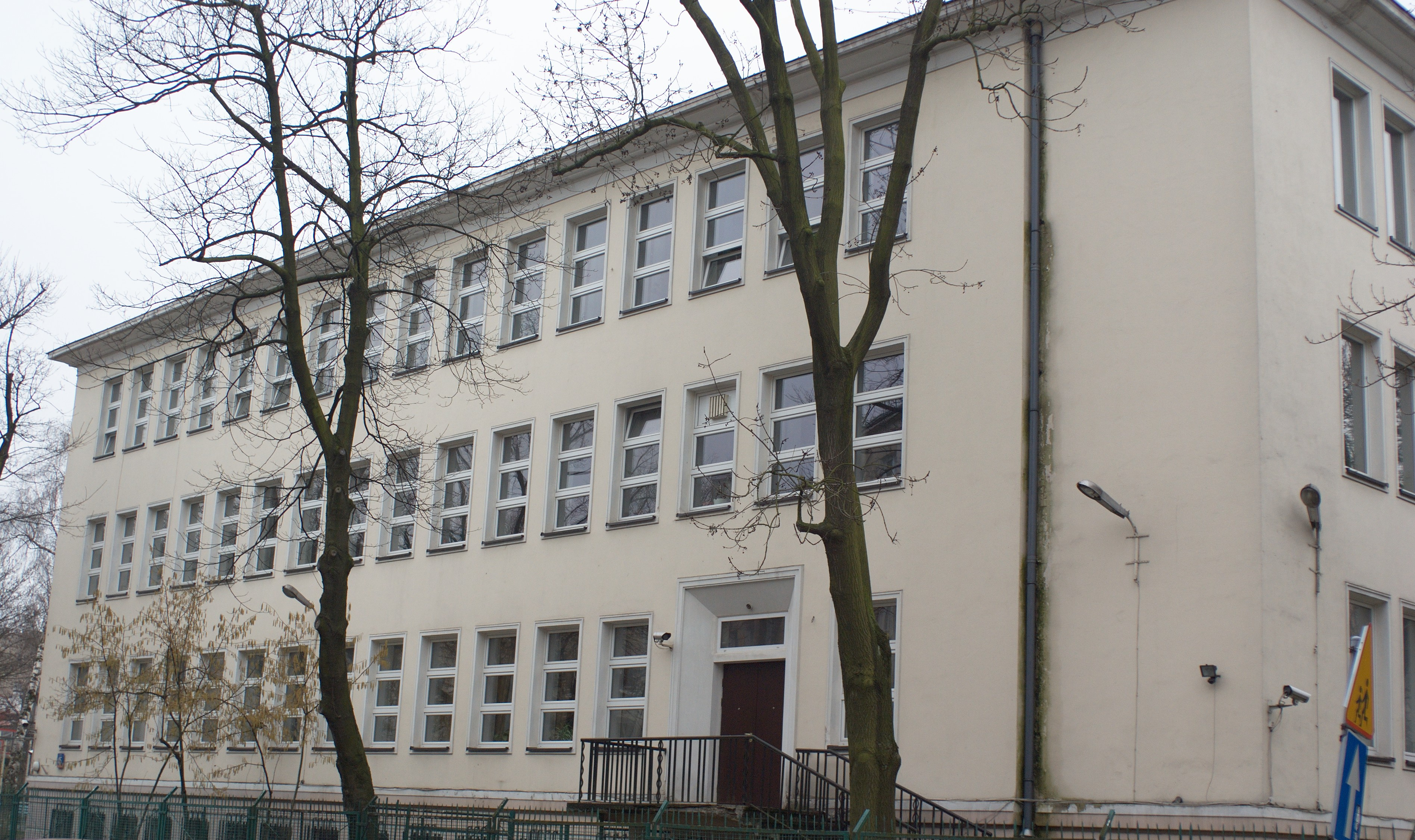
Była Szkoła Średnia Ambasady Rosji przy ul. Kieleckiej (-2022)

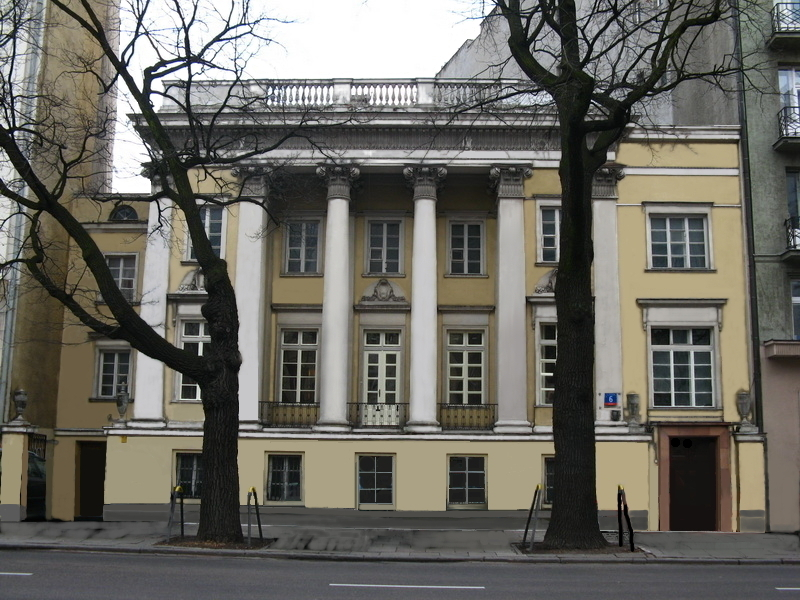
Była rezydencja ambasadora ZSRR w pałacyku Dowgiałłów/Jana Gawrońskiego w al. I Armii WP 6 (1947–1955)

Ambasada Rosji w Polsce, Ambasada Federacji Rosyjskiej (ros. Посольство России в Польше) – rosyjska placówka dyplomatyczna mieszcząca się w Warszawie przy ul. Belwederskiej 49.

## Podział organizacyjny
- Przedstawicielstwo Handlowe Federacji Rosyjskiej w Rzeczypospolitej Polskiej (ros. Торговое представительство Российской Федерации в Польше), ul. Belwederska 25
- Wydział Konsularny (ros. Консульский отдел), ul. Belwederska 25
- Konsulat Generalny w Gdańsku (ros. Генеральное консульство России в Гданьске), ul. Batorego 15
- Konsulat Generalny w Krakowie (ros. Генеральное консульство России в Кракове), ul. Biskupia 7
- Konsulat Generalny w Poznaniu (ros. Генеральное Консульство России в Познани), ul. Bukowska 53a
- Dom Rosyjski w Warszawie (ros. Русский дом в Варшаве), ul. Belwederska 25 (b. Rosyjski Ośrodek Nauki i Kultury w Warszawie)[2]
- Szkoła Średnia przy Ambasadzie Rosji (ros. Средняя школа при Посольстве России в Польше), Warszawa, ul. Beethovena 3 (1953)[3]

## Historia przedstawicielstw do 1918
Pierwszym posłem rosyjskim w Polsce był w 1508 Iwan Czeladnin. W miarę upływu lat siedziby poszczególnych wysokich przedstawicieli zaczęły przybierać kształt urzędów – misji, poselstw, ambasad, konsulatów itd.
M.in. mieściły się one w pałacu Brühla z 1642 przy pl. Piłsudskiego róg Wierzbowej 1 róg Fredry (1788–1793), pałacu Młodziejowskich przy ul. Miodowej 10 (1793–1794), w hotelu d’Europe, mieszczącym się w pałacu Borchów przy ul. Miodowej 17–19 (1830–1837).
Konsulaty Rosji funkcjonowały też:
- w Gdańsku (1725–1914), w domu „Zu den drei Bären” przy Langgarten 74, ob. ul. Długie Ogrody
- Lwowie (1897–1914)[a], przy ul. Ossolińskich 4, ob. Стефаника/Stefanyka (1897), ul. Sykstuskiej 65 (1900), ob. Дорошенка/Doroszenki, w budynku z 1897 przy pl. Dąbrowskiego 7 (1901)[6], ob. Маланюка пл./pl. Małaniuka, ul. Kraszewskiego 5, ob. Метлинського/Metłynskoho (1902), ul. Sykstuskiej 40 (1904)[7], ul. Potockiego 9, ob. Генерала Чупринки/Henerała Czuprynki (1910–1914), ul. Jasnej 8, ob. Сріблиста/Sribłysta
- Toruniu (1885–1914), przy Coppernikusstraße 186[8], ob. ul. Mikołaja Kopernika (1885-1900), w budynku z 1898 przy Friedrichstraße, ob. ul. Warszawskiej 2 (1900–1914)[9]
- Szczecinie, przy Grüne Schanze 2, ob. ul. Dworcowa (1880), Kirchplatz 4, ob. pl. Zawiszy Czarnego (1881), Grüne Schanze 2 (1882-1904), Sellhausbollwerk 3, ob. Bulwar Gdyński (1905-1911), Friedrich Karl Straße 3, ul. Piłsudskiego (1912–1914)[10]
- Wrocławiu (1877–1914), przy Zimmerstraße 14, ob. ul. Joachima Lelewela (1877–1878), Schweidnitzer Stadtgraben 28, ul. Podwale (1878–1882), Kaiser-Wilhelm-Straße 14, ul. Powstańców Śląskich (1882–1887), Gartenstraße 29h, ul. Józefa Piłsudskiego (1887–1890), Sadowastraße 76, ul. Swobodna (1890), Höfchenstraße 63, ul. Tadeusza Zielińskiego, Kronzprinzenstraße 52, ul. Gwiaździsta (1892–1894), Victoriastraße 16, ul. Lwowska (1894–1897), Augustastraße 46, ul. Szczęśliwa (1897–1899), Gartenstraße 89, ul. Piłsudskiego (1899–1904), Kaiser-Wilhelm-Straße 27, ul. Powstańców Śląskich (1904–1910), Augustastraße 135, ul. Szczęśliwa (1910–1912), Kaiser-Wilhelm-Straße 109, ul. Powstańców Śląskich (1912), Kronzprinzenstraße 66, ul. Gwiaździsta (1912–1914).

## Historia przedstawicielstw do 1941
W okresie 1919–1921 funkcjonowała w Warszawie Rosyjska Misja Dyplomatyczna, reprezentująca Ogólnorosyjski Rząd Tymczasowy gen. Denikina, na czele której stał przedstawiciel w randze szefa dyplomatycznego. W okresie Wojny polsko-bolszewickiej, w sytuacji zagrożenia zajęcia Warszawy, personel misji był ewakuowany okresowo (od początku sierpnia 1920) do Poznania.
Stosunki dyplomatyczne pomiędzy Polską a Rosyjską Federacyjną Socjalistyczną Republiką Radziecką ustanowiono na mocy zawartego w 1921 traktatu ryskiego. W latach 1922–1924 poselstwo RFSRR (od 1923 ZSRR) miało swą siedzibę w hotelu „Rzymskim” przy ul. Focha 1 (wcześniej Nowosenatorska, obecnie Moliera) róg Trębackiej 10, budynek hotelu obecnie nie istnieje. W 1924 kosztem 52 tys. dolarów zakupiono kamienicę Glassów z około 1896 przy ul. Poznańskiej 15, w 1930 przejmując cały budynek. Do rangi ambasady przedstawicielstwo ZSRR podniesiono w 1934. W latach 1939–1941 była ambasada dalej pełniła rolę przedstawicielstwa ZSRR w Warszawie. Następnie zajęli obiekt Niemcy. Po 1948 w budynku mieściło się Ministerstwo Przemysłu i Handlu, w latach 1955–1957 Przedsiębiorstwo Wystaw i Targów, później Przedsiębiorstwo Spedycji Międzynarodowej C. Hartwig Warszawa S.A, od 2012 znajduje się hotel H15 Boutique Apartments.
W 1926 ZSRR otworzyła też konsulaty – w Wolnym Mieście Gdańsku, Łodzi i we Lwowie.
- w Gdańsku: konsulat generalny w Gdańsku mieścił się przy Langgarten 74, obecnie ul. Długie Ogrody (1926-1941),
- we Lwowie: w willi Zygmunta Rozwadowskiego z 1892 (proj. Julian Zachariewicz i Iwan Łewynski) przy ul. Nabielaka 15, ob. вул. Котляревського/Kotliarewskiego 27 (1928–1939)[14][15].

W tym okresie kilkakrotnie dokonano zamachów na przedstawicieli ZSRR (na posła Piotra Wojkowa (1927), szefa misji handlowej Aleksieja Lizariewa (1928), oraz konsula generalnego we Lwowie (1933)).

## Historia przedstawicielstw w okresie II wojny światowej
Prócz funkcjonowania przedstawicielstw w Warszawie i Gdańsku, ZSRR otworzył też konsulat generalny w Krakowie (1939–1941).

## Historia przedstawicielstw od 1944
W 1944 zawarto porozumienie o wzajemnych stosunkach, na mocy którego powołano Przedstawicielstwo Polityczne ZSRR przy PKWN (przedstawiciel gen. Nikołaj Bułganin) mieszczące się najpierw w Lublinie w kamienicy przed 1912 przy ul. Wieniawskiej 12, następnie po przeniesieniu do Warszawy w randze Misji Wojskowej ZSRR, która funkcjonowała przez szereg lat sukcesywnie zmniejszając jedynie swój stan personelu.
W 1945 władze radzieckie powołały w Warszawie Poselstwo ZSRR, z siedzibą w kamienicy przy ul. Wileńskiej 13 (1945–1946). W styczniu 1945 podniesiono jego rangę do stopnia ambasady. Jesienią tego samego roku ambasada zatrudniała 15 pracowników dyplomatycznych. Od 9 lutego 1945 ambasadę ZSRR oraz rozlokowane naprzeciwko w kompleksie b. dyrekcji kolejowej, polskie centralne władze państwowe ochraniał 2 Batalion Strzelecki 2 Pułku Pogranicznego 64 Dywizji Wojsk Wewnętrznych NKWD (64 Сводная дивизия внутренних войск НКВД). W 1946 grupa ochrony ambasady składała się z 21 żołnierzy NKWD. Następnie ambasada zajmowała kamienicę Adama Bromke, zarządzanej przez spółdzielnię mieszkaniową, przy pl. Unii Lubelskiej, ówczesnej al. 1 Armii Wojska Polskiego, obecnej al. Szucha 2-4 (1946–1955), w której w latach następnych ulokowano ambasadę NRD (1955–1990).
Rezydencja ambasadora mieściła się ówcześnie w pałacyku Dowgiałłów/Jana Gawrońskiego z 1925 (proj. Jana Bagieńskiego) w al. I Armii WP 6 (1947–1955).
Od 1945 ZSRR utrzymywała w okresie powojennym w Polsce również sieć konsulatów:
- w Gdańsku przy ul. Batorego 15 (1945–1951 konsulat, od 1951 konsulat generalny)
- Krakowie w mieszkaniu w kamienicy z 1934 (proj. Alfred Düntuch i Stefan Landsberger) przy ul. Lenartowicza 18/7 (1945–1946)[22], następnie w wilii art déco z 1924 (proj. Jerzy Struszkiewicz) przy ul. Sienkiewicza 27 (1946)[23], obecnie Hotel „Grottger”[24], w kamienicy z końca lat 30., po 1935 ?, przy ul. Szopena 1 (1946-)[25], ul. Rakowicka 10 (1973)[b], ul. Westerplatte 11 (1976–2001)[c]
- Poznaniu przy ul. Marynarskiej 1 (do 1948), w willi Landsberga przy ul. Fredry 8 (1948–1951)[d], ul. Świerczewskiego 53a, zmiana nazwy ulicy – ul. Bukowska (1960-).
- Szczecinie (1948–1960 i 1971–1991) w willi Ippena przy ul. Piotra Skargi 14[e][26], od 1998 konsulat
- Warszawie (wydział konsularny ambasady) w budynku b. lecznicy dr Ignacego Solmana z 1894 (proj. Stefana Szyllera) w al. I Armii WP 9 (1947–1976)

W 1962 został powołany Dom Radzieckiej Nauki i Kultury (Дом советской науки и культуры), ulokowany w Pałacu Marii Przeździeckiej przy ul. Foksal 10, mieszczącym też siedzibę władz TPPR.

## Historia przedstawicielstw od 1991
Po rozpadzie ZSRR i powstaniu Federacji Rosyjskiej kraj ten utrzymuje status quo swych przedstawicielstw w Polsce, zmieniając jedynie adres Konsulatu w Krakowie, lokując go w domu (proj. E. Zaklik) z 1905 roku przy ul. Biskupiej 7, który zajmował wcześniej Konsulat Węgier.
Dotychczasowemu Domowi Radzieckiej Nauki i Kultury zmieniono nazwę na Rosyjski Ośrodek Nauki i Kultury w Warszawie (Российский центр науки и культуры в Варшаве). Od 2005 jego siedziba mieści się w budynku Przedstawicielstwa Handlowego Rosji przy ul. Belwederskiej 25. W 2021 zmieniono nazwę na Dom Rosyjski w Warszawie (Русский дом в Варшаве).

## Historia obecnego przedstawicielstwa
Wcześniej były to tereny między ulicami Belwederską, Klonową, Spacerową oraz Zawrotną, należące częściowo do pałacyku MON przy ul. Klonowej 1, w okresie międzywojennym rezydencji marszałka Edwarda Rydza-Śmigłego. Tutaj znajdował się też przystanek Belweder Piaseczyńskiej Kolei Wąskotorowej.
W latach 1954–1955 wybudowano obecną siedzibę przy ul. Belwederskiej (arch. Aleksander Piotrowicz Wielikanow oraz Igor Jewgieniewicz Rożyn). Materiały budowlane sprowadzano z terenu ZSRR, również 500 rosyjskich pracowników oddelegowanych z budowy Pałacu Kultury i Nauki. W wykończeniu wnętrz brali udział również polscy rzemieślnicy i artyści. Budowę zakończono we wrześniu 1955. Kompleks ambasady nawiązuje do klasycystycznych rosyjskich rezydencji pałacowych wznoszonych w okresie pomiędzy XVIII i XIX wiekiem.
Budowla, wzniesiona na szczycie sztucznego wzgórza, ma kształt pałacu z dwoma skrzydłami bocznymi i ze zwróconą na ul. Belwederską częścią frontową szerokości 100 m, zwieńczoną zieloną kopułą z masztem flagowym i z umieszczonym na osi frontu czterokolumnowym, masywnym klasycznym portykiem, do którego prowadzą po zboczu wzgórza szerokie schody. Na pierwszym piętrze części frontowej znajduje się reprezentacyjna amfilada sal – Kominkowej, Lustrzanej, Okrągłej (Kopułowej), Złotej i Marmurowej. Otoczeniem budynku jest rozległy, zajmujący 4 ha park. Wybudowano też kort tenisowy wraz z basenem.
Od 1965 rezydencja ambasadora mieści się w Willi „Podlasianka” z 1908 (proj. Jan Fryderyk Heurich) w Konstancinie przy ul. Żeromskiego 13; inne nazwy willi – „Irena”, „Iwona”.
W miejscowości Skubianka przy ul. Żeglarskiej od lat 80. znajdował się Ośrodek Rekreacyjny ambasady. W listopadzie 2022 obiekt został przejęty przez Lasy Państwowe z powodu długotrwałego nieregulowania przez ambasadę opłat za dzierżawę.

## Przedstawicielstwo Handlowe

### do 1945
Szczególną rolę w składzie ambasady tego kraju zawsze pełniło powołane w 1921 przedstawicielstwo handlowe, początkowo Rosyjskiej Federacyjnej Socjalistycznej Republiki Radzieckiej (Торгпредство РСФСР), a po połączeniu się w 1922 z przedstawicielstwem handlowym Ukraińskiej Socjalistycznej Republiki Radzieckiej (Торгпредство УРСР) – ZSRR (Торгпредство СССР), np. w okresie lat 1930–1935 mieszczące się przy ul. Marszałkowskiej 113 (wł. ks. Albrecht Radziwiłł), w 1938 przy ul. Chocimskiej 33. W 1923 otwarto oddział przedstawicielstwa w Wolnym Mieście Gdańsku przy ul. Długi Targ 37 (1929).
W okresie międzywojennym (1926–1934) w Warszawie przy ul. Świętokrzyskiej 27 (1930) mieściło się przedstawicielstwo radziecko-polskiej mieszanej spółki handlowej Sowpoltorg (Советско-Польское торговое смешанное общество – Совпольторг), z siedzibą w Moskwie.

### po 1945
Warto odnotować, że bezpośrednio po II wojnie światowej, w 1945 poza strukturą ambasady działała Misja Ekonomiczna. Pod koniec tego samego roku została do niej włączona, przywracając też nazwę Przedstawicielstwa Handlowego ZSRR (Торгпредство СССР). Pracownikom nadano status dyplomatyczny. W 1946 na potrzeby przedstawicielstwa zakupiono za gotówkę od spadkobierców rodziny Wilskich 2 domy przy ówczesnej al. 1 Armii Wojska Polskiego (obecnie al. Szucha) – nr 7 w budynku z 1937 (proj. Edward Zachariasz Eber) w którym pomieszczono biura przedstawicielstwa, oraz 8, który przez długie lata spełniał funkcje mieszkalne. W 1957 w przedstawicielstwie było zatrudnionych 44 osób. W 1976 przeniesiono się do nowo wybudowanego biurowca przy ul. Belwederskiej 25. Obiekt zrealizowało Zjednoczenie Budownictwa Miejskiego Bydgoszcz (obecnie Budopol) podporządkowane od 1976 Zjednoczeniu Budowy Obiektów Użyteczności Publicznej w Warszawie, z firmą angielską BPBM. Obecnie budynek przy al. Szucha 7 zajmuje Ambasada Ukrainy (1996-).
W Konstancinie w willi „Słonecznej” Kraushara z 1908 (588 m²) przy ul. Piłsudskiego 31 mieściła się rezydencja przedstawiciela handlowego ZSRR (1946-); obiekt dalej jest własnością ambasady Rosji.
Funkcjonowały też oddziały Przedstawicielstwa Handlowego ZSRR – w Gdańsku (w 1946 przy ul. Batorego 11, następnie przy ul. Jagiellońskiej 2 oraz ul. Okopowej 1b, w latach 80. przy ówczesnej ul. Karola Marksa 126) i Katowicach przy ul. Armii Czerwonej 15-17 (w 1953 24 pracowników), następnie przy ul. Powstańców 29 (1990).

## Przedstawicielstwa pozostałe
W 1957 wśród wielu ówcześnie działających w Warszawie radzieckich przedstawicielstw handlowo-gospodarczych, funkcjonowała też
- delegatura Centralnego Zarządu do Spraw Współpracy Gospodarczej ZSRR (Главное управление по делам экономических связей СССР)[j], łącznie 52 osoby personelu;

W 1990 – przedstawicielstwa
- Komisji Planowania ZSRR (Государственный плановый комитет СССР) przy ul. Rejtana 15 (1990)[36], następnie ul. Puławskiej 43 (1991[37]).
- Ministerstwa Kolei ZSRR (Министерствo путей сообщения СССР) przy ul. Targowej 76 [1945] (1950)[38], ul. Belwederskiej 25 (1976-)
- Izby Handlowo-Przemysłowej ZSRR (Торгово-промышленная палата СССР) w kamienicy Gustawa Pala w Al. Jerozolimskich 101 (1974[39]-1990[36]),
- Instytutu Ekonomii Światowego Systemu Socjalistycznego AN ZSRR (Институт экономики мировой социалистической системы АН СССР),
- Państwowego Instytutu Języka Rosyjskiego im. A.S. Puszkina (Государственный институт русского языка имени А.С.Пушкина) w Gmachu Domu Bankowego Wilhelma Landaua z 1906 przy ul. Senatorskiej 38 (–1990),

oraz kilkunastu central handlu zagranicznego, niejednokrotnie z siedzibą we własnych obiektach handlowo-serwisowych, m.in. przy ul. Ostrobramskiej 101 (Stankoimport), Połczyńskiej 10 (Awtoeksport), lub pod Otwockiem Małym (Traktoroexport).
W okresie PRL w Warszawie działało przy Ministerstwie Spraw Wewnętrznych przedstawicielstwo Komitetu Bezpieczeństwa Państwowego ZSRR – KGB (Комитет государственной безопасности), Grupa „Narew” (1971–1993), z siedzibą przy ul. Sułkowickiej i ul. Kazimierzowskiej. Zatrudnieni byli też w nim oficerowie wywiadu wojskowego ZSRR GRU oraz z jednostki KGB w Rembertowie, 20. Brygady Łączności Rządowej (20 Бригада правительственной связи) (1980–1993). Na początku 1983 położono linię kablową łączącą jednostkę z budynkiem ambasady ZSRR.

## Kontrowersje
Władze Polski prowadzą spór w sprawie użytkowanych przez stronę rosyjską na terytorium swojego kraju, głównie w Warszawie, niemających uregulowanego stanu prawnego wielu osiedli lub obiektów, m.in. położonych przy ul. Beethovena 3, Belwederskiej 25, Bobrowieckiej 2b, Kieleckiej 45 oraz w al. Szucha 8. W kwietniu 2022 władze Warszawy przejęły nieruchomość przy ul. Sobieskiego 100.
Prawomocny wyrok sądowy nakazujący wydanie nieruchomości przy ul. Kieleckiej 45 zapadł w 2016 r. Budynek został przejęty przez władze Warszawy w kwietniu 2023.